# 1845 في الجزائر
تحتوي هذه المقالة على أهم الأحداث التي شهدتها الجزائر في 1845، إضافة إلى أهم الشخصيات المولودة والمتوفية في هذه السنة.

## الأحداث

### يونيو
- 18 - 20 يونيو – محرقة أولاد رياح.[1]
- معركة تيزي وزو (1845)

### يوليو
- 25 - 27 يوليو – حملة آيث إيراثن (1845).

### نوفمبر
- 21 نوفمبر – معركة بني جعد (1845)